# Biais d'attention
 (juillet 2020).
Le biais d'attention ou biais attentionnel est un biais cognitif. Il désigne la manière dont certaines informations sont traitées différemment par le cerveau en fonction des préoccupations ou centres d'intérêt d'un individu (attention sélective). Le cerveau de chaque personne filtre les informations qu'il perçoit comme étant pertinentes ou non. Cette perception sélective est influencée par les facteurs qui le touchent particulièrement. Les biais attentionnels sont notamment étudiés dans le cadre de la psychopathologie cognitive car ils sont suspectés d'être impliqués dans l'apparition et/ou le maintien de certains troubles psychologiques (ex : trouble anxieux, dépression, addictions, troubles alimentaires).

## Types de biais attentionnels
On peut distinguer trois types de biais attentionnels, :
- le biais de facilitation, dans lequel l'orientation de l'attention est facilitée pour un stimulus (ex : Un stimulus menaçant est détecté plus rapidement qu'un stimulus neutre) ;
- le biais de désengagement, dans lequel l'attention reste focalisée sur un stimulus et présente des difficultés pour s'en désengager (ex : il est plus difficile de désengager son attention d'un stimulus menaçant comparativement à un stimulus neutre) ;
- le biais d’évitement, dans lequel le foyer attentionnel s’oriente vers une position opposée au stimulus (ex : allouer l'attention vers des emplacements opposés à un stimulus menaçant).

## Mesures des biais attentionnels
Il existe quatre principaux paradigmes pour mesurer les biais attentionnels :

### Tâche de Stroop
La tâche de Stroop est un des paradigmes les plus utilisés en psychologie cognitive. Dans la version initiale, le sujet a pour consigne de lire la couleur d'un mot présenté (ex : rouge), alors que le mot est écrit dans une couleur différente. Une variante de cette tâche consiste à demander au sujet de donner la couleur d'un mot qui peut appartenir ou non à une catégorie de stimuli cibles suspectée de focaliser l'attention du sujet (ex : mot menaçant pour des sujets anxieux).

### Tâche de recherche visuelle (Visual search task)
La tâche de recherche visuelle consiste à mesurer la capacité du sujet à repérer un stimulus cible parmi d'autres stimuli distracteurs (ex : un visage menaçant parmi des visages neutres).

### Tâche de sondage attentionnel (Dot-probe task)
Dans la tâche de sondage attentionnel, deux stimuli de valences différentes sont présentés simultanément pendant un temps fixe (ex : un stimulus neutre et un émotionnel). Ensuite, une sonde (ex : une lettre) remplace l'un des deux stimuli. Le sujet a alors pour consigne de détecter l'emplacement où est apparu la cible (détection) ou de discriminer le type de cible (discrimination). Le temps de réaction sera plus rapide si la sonde apparaît dans la localisation spatiale du stimulus sur lequel l’attention du sujet était fixée.

### Paradigme modifié de Posner
Le paradigme modifié de Posner consiste à présenter deux rectangles de part et d’autre d’une croix de fixation. Classiquement, la tâche comporte 3 types d’essais : les essais indicés valides, les essais indicés non valides et les essais non indicés. Dans les essais indicés, le stimulus cible apparaît à l'emplacement ou l'indice visuel (ex : surbrillance du rectangle) a été présenté alors que pour les essais non indicés, la cible apparaît à l'endroit opposé. Dans le cadre de l'étude des biais attentionnels, les indices utilisés peuvent se référer, par exemple, à des mots émotionnels ou neutres comme indices valides ou non valides.

## Modification des biais attentionnels
Étant donné l'implication des biais attentionnels dans certains troubles psychologiques, des procédures visant à remédier à ces biais ont été développées ces dernières années. Dans ce cadre, les procédures de modification de biais attentionnels visent à modifier l'allocation de l'attention envers certains types de stimuli. Généralement, ce type de procédure se base sur une modification de la tâche de sondage attentionnel où la sonde apparaît uniquement dans l’une des deux localisations spatiales. Le choix de la localisation dépend de l’objectif de l’entraînement attentionnel. Par exemple, chez un sujet anxieux, si l'objectif est de diminuer l'orientation de l'attention envers les stimuli menaçants, la sonde apparaîtra uniquement dans la localisation spatiale des stimuli neutres.